# 処仁城の戦い
処仁城の戦い（チョインソンのたたかい）は、1233年の第二次モンゴルの高麗侵攻中に行われた戦闘。この戦闘で主将のサリクタイが戦死したことによりモンゴル軍は撤退し、高麗にとっては第二次高麗侵攻を阻むことに成功した戦闘となった。

## 背景
1218年にはじめて交渉を持ったモンゴル帝国と高麗は、1219年には江東城の戦いで共同で高麗に侵攻した契丹人軍団（後遼）を滅ぼし、定期的な使者のやり取りを約するなど、有効な関係を築いた。しかし、1225年にモンゴルから高麗に派遣された使者が帰路で殺害されると両国の関係は悪化し、後にこの使者殺害を問罪する名目で高麗への侵攻が始まった。
1231年に高麗国に侵攻したサリクタイ率いるモンゴル軍（タンマチ）は洪福源らの助けを得て破竹の勢いで首都まで侵攻し、同年12月には首都の開京を包囲したため、やむなく高麗朝廷はモンゴルに投降した。高麗朝廷は莫大な上納品を差し出すと同時に、淮安公にモンゴル軍が国外に出るのを送らせたが､ やがてモンゴルからは征服地監督官たるダルガチが派遣されてきた。特に、モンゴル軍の見送りから戻ってきた淮安公ととも高麗朝廷にやってきた契丹人の都旦は、気にいらない接待役を殺すなど横暴な振る舞いで高麗人の反感を買った。ただし、モンゴル軍が高麗を去ってから僅か37日で都旦が派遣されているため、都旦らダルガチの派遣はサリクタイの独自の判断で行われたと見られる。
また、都旦はサリクタイから高麗朝廷に対する更なる上納の要求をもたらし、この上納には応じがたいと弁明に行った池義深はモンゴル軍に捕らえられてしまった。ここに至り、モンゴル軍への反感を強めた高麗朝廷はモンゴル帝国からの離反を決意するに至った。
5月21日にはモンゴル軍の侵攻に対する防備の議論が始まり、更に5月23日には遷都が論じられるようになった。300年にわたる首都の放棄に対しては流石に反対の意見も多かったが､ 権臣の強硬策によって実行に移され、同時に民に対しては山城や海島に逃れるよう指示が出されることになった。7月1日には蒲鮮万奴討伐の協力と、高麗王みずからが皇帝の下を訪れるよう要求するモンゴルからの使者が開京に着いたが、高麗朝廷は素知らぬ顔でこれを迎え、表面上は要求を受け入れて使者を送り返した。そして7月6日には遂に開京を離れ、翌日には江華島に入り、これと並行して高麗国内のダルガチを殺戮した。

## 戦闘
高麗国の離反を受けてモンゴルの側では皇帝よりサリクタイに対し2度目の高麗侵攻の命が下された。また、高麗北方の40州余りを預かる洪福源は高麗の離反にも動ぜずサリクタイ軍を迎えた。洪福源の尽力によって西京（現在の平壌）までは難なく進出できたとみられるサリクタイは、侵攻と同時に使者を派遣し改めて高麗国王の出頭を求め、これも退けられると権臣の出頭を求めた。
恐らくは、陸戦主体の軍団した持たないサリクタイは江華島を攻めあぐね、外交交渉による高麗の投降を求めて江華島には直接手を出さなかった。その代わり、サリクタイは南下して高麗国内を荒らし、臨津江を渡って南京（現在のソウル）を攻略し、水州方面に至った。
高宗19年12月16日（1233年2月6日）、サリクタイは水州に属する処仁城という城を包囲した。この時、処仁城には白峴院から逃れてきた金允侯という僧がおり、金允侯は借り物の弓矢によってサリクタイを射抜くことに成功した。思わぬ形で主将を失ったモンゴル軍は副将のテゲ・コルチに率いられて退却し、こうしてモンゴルの第二次高麗侵攻は頓挫することになった。この後、サリクタイの率いていた軍団は以前から計画されていた東夏国攻略に振り向けられたため、高麗の第三次侵攻は年後の年に持ち越されることになった。